# Theresa Berkley
Theresa Berkley, auch Berkeley, († September 1836) war eine englische Bordellbesitzerin, die sich auf Flagellantismus und Sadomasochismus spezialisiert hatte und eine bekannte Londoner Domina des 19. Jahrhunderts. Ihr wird die Erfindung des sogenannten Berkley Horse zugeschrieben, einer Apparatur zur erotischen Flagellation.

## Flagellantismus im 19. Jahrhundert
Eines der ersten Werke, das den Flagellantismus zum Thema hatte, erschien im Jahre 1718 unter dem Namen Der Nutzen des Schlagens – Eine Abhandlung über den Einsatz von Peitschen in der Medizin. Mit Erscheinen des Buches wurde die Flagellation auch europaweit als sexuelle Spielart bekannt, die Franzosen bezeichneten die erotische Flagellation als le vice anglais, die englische Sünde, ein Ausdruck der über Jahrhunderte sowohl für den Flagellantismus als auch für das Corporal Punishment (engl. Körperstrafe, vgl. Discipline, eine weitere oft mit Schlägen verbundene Art des erotischen Rollenspiels) benutzt wurde.
England wurde lange Zeit als Heimat des Flagellantismus betrachtet, so schreibt beispielsweise B. J. Hurwood in The Golden Age of Erotica: „Vielleicht ist es das kalte Klima, das in den Engländern ursprünglich den Wunsch nach Schlägen auslöste. Nirgends auf der Welt findet man eine so tiefempfundene Zuneigung für die Rute“. In einem von I. Bloch verfassten Buch über das sexuelle Leben in England heißt es: „Flagellationsmanie (der Wunsch zu Schlagen und Geschlagen zu werden) und die Vorliebe für den Einsatz der Rute kann als typisch englischer Missbrauch beschrieben werden; sie war unter allen Altersgruppen und Klassen so weit verbreitet, dass es eines der interessantesten Merkmale ihres sexuellen Lebens darstellt.“

## Mistress Theresa Berkley
Es gab etliche hochklassige Bordelle im 19. Jahrhundert, eines der bekanntesten war das in der Charlotte Street 28, Portland Place (die heutige Hallam Street nahe Marylebone), in London gelegene Bordell, das von Theresa Berkley betrieben wurde. Sie war eine sogenannte governess (entspricht dem heutigen Ausdruck Domina), sie war beispielsweise auf sexuelle Praktiken wie Keuschhaltung, Nadelung und Flagellation spezialisiert und wurde als die „Königin ihrer Profession“ bezeichnet, als erfahrene Nutzerin mit verschiedenen Züchtigungsinstrumenten und Meisterin der Zufügung von und dem Umgang mit Lustschmerz. Ashbee beschreibt ihr Instrumentarium: „Ihre Folterinstrumente waren zahlreicher als die jeder anderen Gouverness. Ihr Vorrat an Birkenruten war überreich, in Wasser aufbewahrt und daher immer frisch und biegsam. Sie hatte Köcher mit Dutzenden von Peitschen in jedem von ihnen; ein Dutzend verschieden großer neunschwänziger Katzen, einige mit eingearbeiteten nadelscharfen Spitzen; viele unterschiedliche Rohrstöcke …“. Daher und wegen ihrer unbedingten Diskretion ihren Klienten gegenüber, wurden ihre Talente vielfach von der zeitgenössischen Aristokratie nachgefragt. Es wurde behauptet, ihre Kundschaft habe sowohl reiche Männer, als auch Frauen umfasst, jedenfalls war ihre Karriere überaus lukrativ.
Es gibt keine bildliche Darstellung von Theresa Berkley, lediglich einige Beschreibungen legen nahe, dass sie attraktiv und eher kräftig war. Obwohl sie oft in Quellen als Mistress oder Misses Berkley bezeichnet wird, ist unklar, ob sie tatsächlich verheiratet war oder ob diese Bezeichnungen aus ihrem Status als Domina bzw. Governess resultieren. Hurwood sagte in The Golden Age of Erotica über sie: „Sie verfügte über die wichtigste Eigenschaft, die eine Kurtisane besitzen kann: Lüsternheit, ohne die eine Frau nicht dauerhaft ihre positive Haltung zur Wollust zeigen kann, und man wird nach kurzer Zeit erkennen, dass sie ihre Hände oder ihren Hintern nur zum Klang der Pfunde, Schillinge und Pence bewegt.“
Berkley starb 1836 in London und hinterließ ihre gesamte Habe ihrem Bruder, der ab etwa 1800 in Australien als Missionar gearbeitet hatte. Nachdem er erfuhr, woher der Wohlstand seiner Schwester stammte, lehnte er das Erbe ab und kehrte umgehend nach Australien zurück. Das Erbe fiel an Berkleys Hausarzt Dr. Vance, der sich weigerte, das Erbe zu verwalten, es fiel anschließend an die Krone; lediglich Berkleys Korrespondenz behielt Dr. Vance, angeblich Kisten voller Briefe, die sie mit dem höchsten Adel ausgetauscht hatte und die später wahrscheinlich zerstört wurden.

## Das Berkley Horse

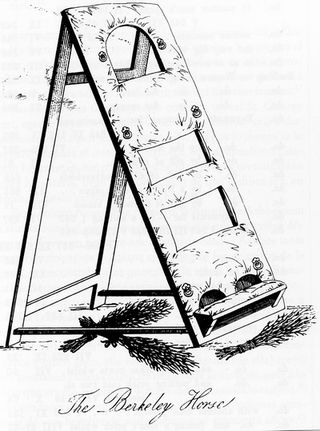
Berkley Horse

Ihr wird die Erfindung einer einzigartigen Prügelbank im Jahre 1828, des sogenannten Berkley Horse (engl. Berkley-Pferd) oder Chevalet (fr. für Staffelei, Gestell) zugeschrieben, der ihr mit der Auspeitschung wohlhabender Männer und Frauen ein Vermögen einbrachte und die historisch erste Flogging-Apparatur darstellt. Ob jemand diese Gerätschaft für Theresa Berkley entworfen hat, oder ob sie die Idee zu diesem Gerät selbst hatte und sie lediglich durch einen externen Handwerker erbauen ließ, ist unbekannt – überwiegend gehen die Quellen von einer Erfindung Berkleys selbst aus.
Ashbee beschreibt die Prügelbank nach den Memoiren Berkleys: „sie lässt sich in einem beachtlichen Maße öffnen, so dass der Körper in jeden gewünschten Winkel gebracht werden kann. Es gibt eine Abbildung in Mrs. Berkleys Memoiren, die einen beinahe nackten Mann darauf zeigt. Eine Frau sitzt in einem Stuhl direkt darunter, Hintern, Bauch und Scham entblößt, die den Mann mit der Hand befriedigt, während Mrs. Berkley seine Rückseite mit Birkenruten bearbeitet.“
Aus der abgebildeten Prügelbank ist nicht ersichtlich, warum sie Pferd genannt wird. Als Berkley Horse sind aber auch Prügelbänke in Form stilisierter Pferde bekannt, auf deren Rücken die Opfer gebunden werden.
Angeblich wurde das Pferd nach Berkleys Tod an die Royal Society of Arts in London übergeben, der Verbleib der Apparatur ist jedoch unbekannt. Das Pferd wird auch nach über 100 Jahren gelegentlich in der fiktiven sadomasochistisch-erotischen Literatur erwähnt, beispielsweise in Pauline the Prima Donna von 2004.